# Sircar Periapalayam
Sircar Periapalayam es una ciudad censal situada en el distrito de Tirupur en el estado de Tamil Nadu (India). Su población es de 5986 habitantes (2011). Se encuentra a 13 km de Tirupur y a 58 km de Coimbatore.

## Demografía
Según el censo de 2011 la población de Sircar Periapalayam era de 5986 habitantes, de los cuales 2977 eran hombres y 3009 eran mujeres. Sircar Periapalayam tiene una tasa media de alfabetización del 77,06%, inferior a la media estatal del 80,09%: la alfabetización masculina es del 84,17%, y la alfabetización femenina del 69,98%.